# Antiphon
Antiphon (în greacă: Ἀντιφῶν, 480 – 411 î.Hr.) a fost un filozof sofist și orator grec antic, care a trăit în Atena.
Concepțiile sale se opuneau democrației și se bucura de un prestigiu deosebit în rândul oligarhilor atenieni.
Deși era sofist, în domeniul matematicii avea concepții asemănătoare cu cele ale lui Pitagora.
Astfel, prin 430 î.Hr. a încercat să realizeze cuadratura cercului, înscriind în cerc poligoane și dublând continuu numărul laturilor acestora, prefigurând ceea ce ulterior va fi denumit metoda exhaustiunii.
Această metodă a fost criticată de Aristotel care susținea că, nefiind geometru, Antiphon nu putea fi combătut de geometri.
Despre mecanică Antiphon spunea:
"Prin mecanică [...] noi învingem acolo unde suntem învinși de natură."